# Beneath the Massacre
A Beneath the Massacre egy kanadai death metal zenekar. Stílusukat tekintve a death metal technikás hangszerkezelést igénylő válfajához sorolhatóak, némi hardcore hatással.

## Pályafutás
A zenekart a Bradley-fivérek hozták létre, olyan zenekarok hatására mint a Suffocation, a Cryptopsy, vagy a hardcore képviselői. 2005-ben egy négyszámos EP jelent meg nevük alatt az Evidence of Inequity. A zenekar 2007-ben szerződött a Prosthetic Records kiadóhoz. Debütáló lemezük Mechanics of Dysfunction címmel jelent meg 2007-ben. Ezt követően olyan zenekarokkal turnézhattak együtt mint a Necrophagist, a Decapitated, a Job for a Cowboy, a Behemoth, a Gojira, a Ion Dissonance, és a Cephalic Carnage.
A második album 2008-ban jelent meg Dystopia címmel, melyen háttérbe szorultak a hardcore elemek. Ezután következett a Thrash and Burn European Tour 2009 nevezetű körút a Bleeding Through és a Darkest Hour társaságában, mely Budapestet is érintette. Az év során még egyszer felléptek nálunk, a Misery Index és a Hate Eternal társaságában.
Negyedik nagylemezük, nyolc év szünet után Fearmonger címmel 2020. február 28-án jelent meg a Century Media gondozásában.

## Diszkográfia
- Evidence of Inequity (2005) (EP)
- Mechanics of Dysfunction (2007)
- Dystopia (2008)
- Incongruous (2012)
- Fearmonger (2020)

## Külső hivatkozások
- Beneath the Massacre hivatalos honlap
- Beneath the Massacre at MySpace
- Beneath the Massacre discography[halott link] at MusicBrainz